# Хамадан
Хамада́н, в древности Экбатана (перс. همدان‎ Hamadân; пехл. اَهمدان Ahmatan) — город в Иране, столица провинции (остана) Хамадан. По данным переписи 2006 года, численность населения города составляла 473 149 человек. В этническом составе преобладают персы, также представлены азербайджанцы и луры.
Один из древнейших городов в Иране и в мире.
Город окружён зелёными горами; находится у подножья 3574-метровой горы Альванд. Высота города составляет 1850 метров над уровнем моря.
Историческое прошлое и достопримечательности города привлекают много туристов.

## История

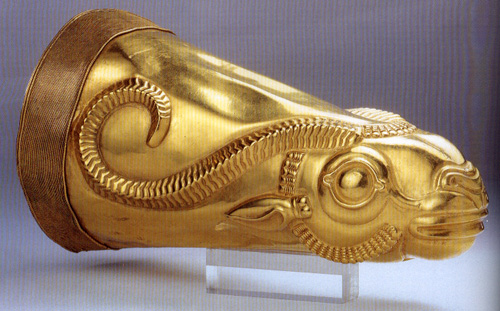
Золотой ритон периода Ахеменидов из Экбатаны

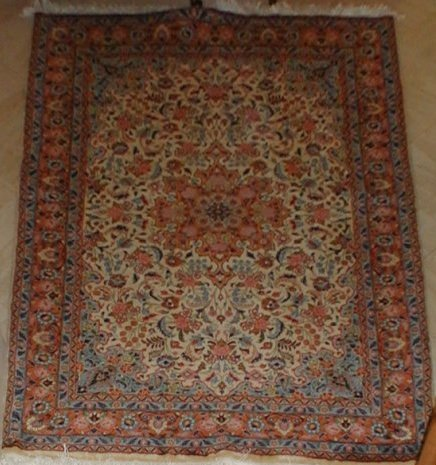
Современный хамаданский ковёр

Надпись первого ассирийского царя говорит, что строительство города приходится на 1100 год до н. э. Город позднее заселили гутии, а после мидийцы, и он стал столицей Мидийского царства под названием Экбатана (др.-греч. Ἐκβάτανα, Ἀγβάτανα). Во времена Ахеменидов он был одной из нескольких столиц Персидского царства.
В парфянскую эпоху основной столицей был Ктесифон, а Экбатана оставалась летней резиденцией парфянских царей и считалась одной из трёх столиц царства. В городе находились летние дворцы и в эпоху Сасанидов. В 633 году город завоевали арабы-мусульмане.
В 825—898 годах в Хамадане правила исламская династия Дулафидов. Основатель династии — Абу Дулаф (825 — около 840) был наместником аббасидского халифа ал-Мамуна (813—817) в Хамадане. Побывавший в начале XX века в городе Абрахам Джексон отмечал наличие в городе армянского и еврейского кварталов.
Сельджуки в начале XII века переместили столицу из Исфахана в Хамадан (1118—1194).

## Население
Численность населения города составляет 554 тысячи человек, в этническом составе преобладают персы, также представлены азербайджанцы и луры.

## Культура
В Хамадане родилось и жило много знаменитых поэтов, учёных и религиозных деятелей:
- По легендам, в Хамадане жила библейская Есфирь.
- В Хамадане умер знаменитый врач и учёный Абу Али ибн Сина (в западной традиции известный как Авиценна).
- В Хамадане жил поэт Баба Тахер Орьян.
- В Хамадане родился Бади ал-Зан аль-Хамадани, автор сочинения Макамат.
- Здесь работал известный учёный Юханна ибн Юсуф.

## Достопримечательности
- Мавзолей Авиценны
- Мавзолей Баба-Тахера
- Хамаданский каменный лев
- Храм Есфири и Мардохея
- Могила Есфири и Мардохея
- Музей естественной истории

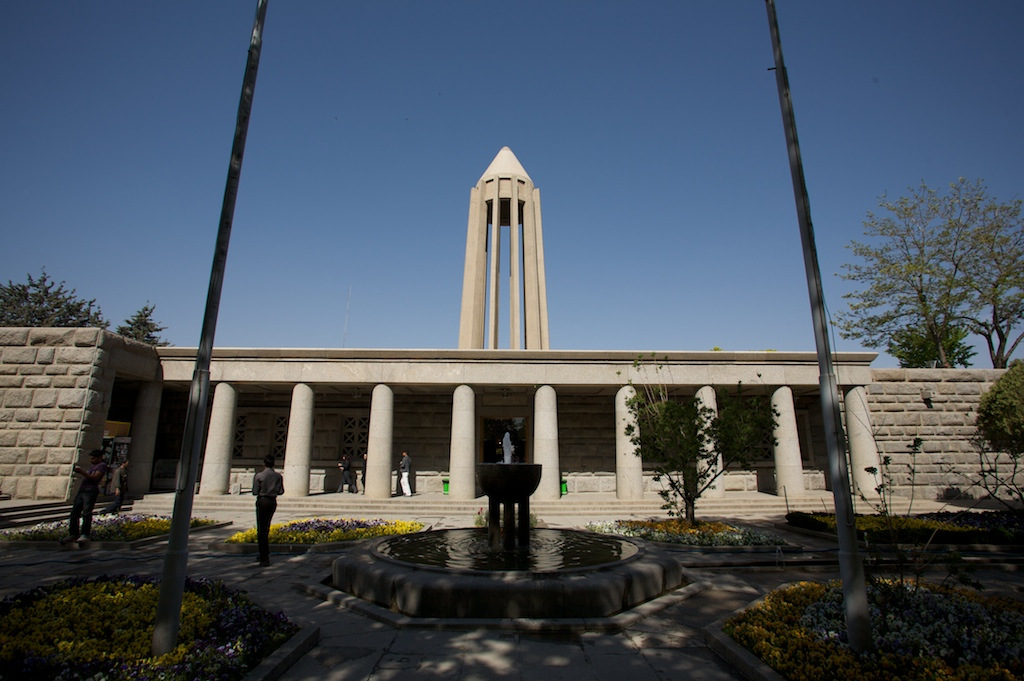
Мавзолей Авиценны

В Хамадане имеется множество исторических памятников. Прежде всего, надо выделить традиционный базар Хамадана (перс.: Базар-э соннати-йе Хамэдан). Он водрузился на пересечении улиц Баба-Тахера, Экбатан и Шухада. Наиболее выдающиеся здания базара исследователи относят к каджарскому периоду. Подобно базарам в заметной части древних иранских городов, традиционный базар Хамадана является крытым. Определённые части базара, также, покрыты куполообразными крышами. У хамаданского базара кроме того имеются торговые ряды, которые посвящены различным синфам (торгово-ремесленным гильдиям); они построены в различных архитектурных стилях. Некоторые историки возводят этот базар чуть ли не ко времени Сасанидов, но большинство торговых комплексов были построены всё-таки во время правления династии Каджаров.
К XIII или XIV веку относится другая достопримечательность города Хамадан — башня Курбан. Она располагается между четырьмя садами мученика Мадани и улицею Талегани. В этом здании похоронены сельджукские эмиры, а также Хасан бин Аттар Хафиз Абу-ль-Ааля. Эта башня получила такое название благодаря некоему Курбану, который избрал её в качестве своей базы при подавлении восстания афганцев, произошедшего в период Сефевидов. Он защищал жителей прилегающего к башне района и старался выдавить афганских повстанцев из города. В 1956 г. башня была включена в Список объектов культурного наследия Ирана.
Хаммам (традиционная баня) Калъэ — ещё один исторический памятник города Хамадан. Она построена в одном из древних кварталов города под названием «Квартал Хащохтаращан» или «Квартал Калъэ», на улице Шариати. Она относится к периоду Каджаров и занимает площадь примерно в 1500 м². Она состоит из двух частей: горячей и холодной, куда надо пройти по коридору. Баня также разделена на мужскую и женскую части. В 2008 г. эта историческая баня была подвергнута реставрации. После этого она перестала использоваться по назначению и превратилась в Этнографический музей города Хамадан, который теперь открыт для туристов и интересующихся. Внутри бани также начал работать традиционный ресторан, в котором разные музыкальные группы играют традиционные музыкальные произведения.
Центральною площадью Хамадана является площадь Имама. Она была спроектирована немецким архитектором Карлом Фришем. Несмотря на её древность, составляющую около века, эта площадь до сих пор сохраняет связь с улицами и базарами Хамадана. План улиц Хамадана составлен таким образом, что, несмотря на значительный рост города, площадь все равно остаётся его центром. Площадь относится к периоду правления династии Пехлеви. Она в 2001 г. была включена в Список национального наследия Ирана.
Каменный лев (перс. Шир-е Санги) — ещё один исторический памятник Хамадана, древность которого относится к мидийскому периоду. Специалисты, занимающиеся культурным наследием, отмечают, что до нашествия Мардавиджа на город в нём располагались две такие скульптуры, а в раннеисламских источниках и книгах по истории Хамадана эти памятники называются «Бабу-ль-Асад». Во время нашествия дильми один из этих львов был полностью разрушен, а в другом памятнике были разрушены передние и задние лапы. Эти каменные львы были сооружены по приказу Александра Македонского в память о его известном военачальнике по имени Хнайшаюн на двух сторонах его могилы. Один из львов до сих пор находится на площади Хамадана. Этот памятник также внесён в Список национального наследия.
Торговая и административная башня «Пастур» — находится в центре Хамадана. Она расположена на одном из крайне важных перекрёстков города. В этом торговом центре можно приобрести необходимые товары широкого потребления. На первом её этаже располагается ресторан «Райка».
Соборная мечеть Хамадана расположена в начале улицы Экбатаны, около местной площади Имама Хомейни. Она является старейшею и самою привлекательною мечетью города. Вероятно, её здание было построено в 1875 г. Однако самое первое строение на её месте всё-таки относится к первым векам ислама. Об этом говорит Мукаддаси, историк из X века. Тем не менее, в настоящее время не существует ни одного памятника, который бы указывал на ту мечеть.

## Города-побратимы
- Бухара, Узбекистан
- Куляб, Таджикистан
- Ыспарта, Турция